# 셀커크 렉스
셀커크 렉스(영어: Selkirk Rex)는 고양이 품종의 하나로 엉킨 털이 특징이다. 다른 고양이 품종에 비해 털빠짐이 적고 털날림도 적다. 털을 잘 관리하고 빗질도 자주 해줘야 한다. 분양 후 주인과 친해지는 시간이 빠르다.